# 無名異土
無名異土（むみょういど）とは、新潟県佐渡島で産出される、酸化鉄を多量に含む赤褐色の鉱土であり、主に伝統工芸品である無名異焼の陶土として用いられる素材である。

## 概要
無名異土は、佐渡金山周辺の坑内や鉱道に堆積する赤土で、酸化鉄分が豊富に含まれるため、焼成後に鮮やかな赤色や黒褐色の陶器となる。
その希少性から「門外不出」とされ、現在も佐渡島でしか採取されない貴重な土である。

## 歴史
- 江戸時代後期（天保～弘化年間）：1819年頃に陶工の伊藤甚兵衛が無名異土を使った楽焼陶器の製造を開始し、これが無名異焼の起源となった
- 19世紀後半～明治期：伊藤赤水や三浦常山らにより、高温で硬質に焼き締める技法が確立され、現代の無名異焼へと発展した
- 2003年：国の重要無形文化財に指定された
- 2024年・2025年：「佐渡無名異焼」が伝統的工芸品として経済産業省に指定され、佐渡市初の工芸指定となった

## 特性
- 酸化鉄含量が高い赤褐色の鉱土で、焼成により酸化焼成では朱色、還元焼成では黒褐色に変化する
- 粒子が非常に細かく、成形後～乾燥までに約30％の収縮率を示す（通常は10 〜 15％）
- 水簸（水による細かな粒子選別）や篩いを経て粘土化される。焼成後には焼締めにより硬く、金属的な金属音を出し、磨くと光沢が増す

## 用途
- 無名異焼：茶器、花器、食器、酒器など、石や鉄べらによる磨きや窯変技法を用いて製造される
- 薬用土：かつては漢方などの止血剤や胃腸薬に利用され、島外への持ち出しが禁じられるほど重宝されていた
- 佐渡金山の坑道や鉱山跡地（特に北沢地区）で採掘される
- 稀少な資源であり、現在は地元窯元や建設会社が協力して採取している
- 窯変：酸化・還元の焼成環境や釉薬による変化を楽しむ表現技法が行われる

## 関連技術と文化
- 無名異焼：佐渡島特有の焼物技術であり、江戸時代の楽焼法から進化し、現代では高い技術性を持つ伝統工芸として知られる
- 窯変：酸化・還元の焼成環境や釉薬による変化を楽しむ表現技法が行われる

## 現代での評価
- 2003年に重要無形文化財指定。
- 令和6年10月17日、「佐渡無名異焼」として伝統的工芸品に指定される
- 現代作家の代表格に五代伊藤赤水（人間国宝）がいるなど、高い芸術性が注目されている